# آني أميراغيان
آني أميراغيان مواليد 9 أكتوبر 1993 في يريفان، هي لاعبة كرة مضرب أرمنية وتحتل حالياً المرتبة 613 (21 مارس 2016) في تصنيف رابطة محترفات كرة المضرب. أعلى تصنيف لها في الفردي كان 422. أعلى تصنيف لها في الزوجي كان 530.

## النهائيات

### الفردي
| الحصيلة | الرقم | التاريخ       | الدورة             | الأرضية | المنافس      | النتيجة       |
| ------- | ----- | ------------- | ------------------ | ------- | ------------ | ------------- |
| الوصافة | 1.    | 22 أغسطس 2011 | باجناتيكا، إيطاليا | ترابية  | ألريكك إيكري | 4–6, 4–6      |
| الوصافة | 2.    | 14 مايو 2012  | إسطنبول، تركيا     | ترابية  | كايرين لموين | 2–6, 6–7(5–7) |

## روابط خارجية
- آني أميراغيان على موقع رابطة محترفات التنس (الإنجليزية)
- آني أميراغيان على موقع الاتحاد الدولي لكرة المضرب (الإنجليزية)
- آني أميراغيان على موقع كأس بيلي جين كينغ (الإنجليزية)
- آني أميراغيان على موقع خلاصة التنس.كوم (الإنجليزية)
- آني أميراغيان على موقع إي إس بي إن.كوم (الإنجليزية)